# HŠK Meteor Zagreb
HŠK Meteor Zagreb bilo je hrvatsko športsko društvo iz Zagreba. 
Osnovano je u svibnju 1926., a raspušteno 6. lipnja 1945. odlukom ministra narodnog zdravlja FD Hrvatske. Bio je klub Selske ceste u Zagrebu i njene okolice.
Nogometna sekcija je svoju prvu utakmicu odigrala 1926. proitv Jaruna od kojeg je izgubila 2:1 u gostima.
U nogometnoj sekciji igrali su Ivan Jazbinšek i Slavko Pavletić. 
Rukometnu sekciju osnovali su Marijan Flander, Stjepan Širić, Mario Govekar i Ivan Vunarić 1939. godine. Meteor je bio prvak prvog klupskog rukometnog prvenstva Zagreba. Meteor se natjecao u rukometnim prvenstvima NDH, u kojima su Meteor i Concordija bili najuspješnije momčadi.
Klupska boja je zelena.